# Polypogon mollis
Polypogon mollis là một loài thực vật có hoa trong họ Hòa thảo. Loài này được (Thouars) C.E.Hubb. & E.W.Groves miêu tả khoa học đầu tiên năm 1981.